# George Catlett Marshall
George Catlett Marshall (31. prosince 1880, Uniontown, Pensylvánie – 16. října 1959, Washington, D.C.) byl americký armádní generál a politik. Během druhé světové války jako náčelník štábu armády koordinoval spojenecké operace v Evropě a Tichomoří. Po válce byl americkým ministrem zahraničí a obrany.
Za prezidentů Franklina D. Roosevelta a Harryho S. Trumana se stal náčelníkem štábu americké armády, za Trumana poté sloužil jako ministr zahraničí a ministr obrany. Britský premiér Winston Churchill si Marshalla velmi cenil a vyslovil mu pochvalu za jeho vedení spojeneckých sil ve druhé světové válce.
Jako ministr zahraničí Marshall obhajoval americký ekonomický a politický závazek k poválečnému oživení Evropy. Založil Marshallův plán (Evropský program obnovy - ERP) pro pomoc Evropě a nejenom za tuto práci mu byla v roce 1953 udělena Nobelova cena míru. Dále obdržel v roce 1959 cenu Karla Velikého.

## Před a během první světové války

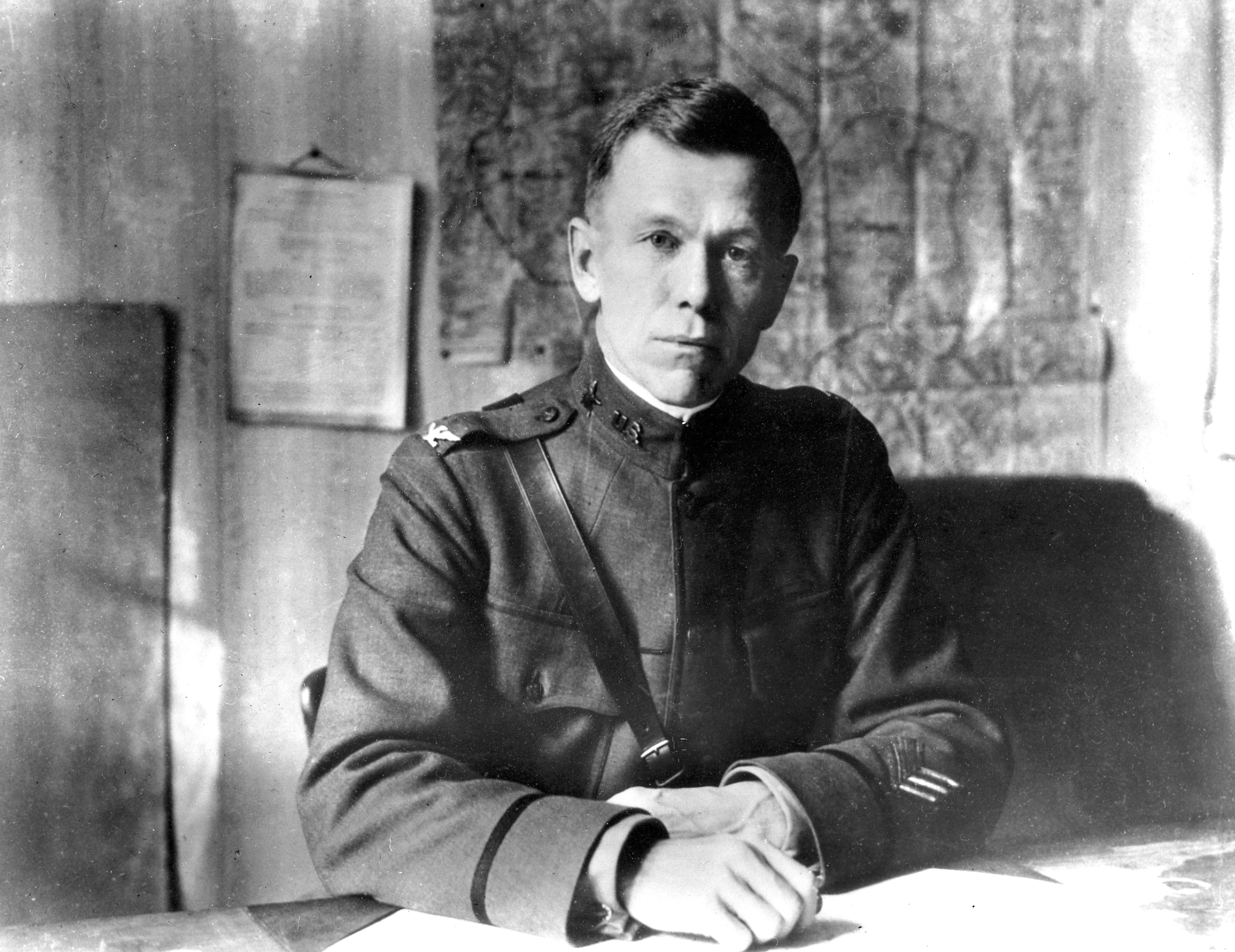
Marshall ve Francii v roce 1919

George Catlett Marshall se narodil v Pensylvánii a v roce 1901 úspěšně absolvoval Vojenský institut ve Virginii (VMI). Sloužil ve Spojených státech a v zámoří na pozicích se zvyšující se hodností a odpovědností, včetně velitele čety a velitele roty na Filipínách během filipínsko-americké války. V roce 1908 absolvoval Army Staff College. V roce 1916 se stal pobočníkem J. Franklina Bella, velitele západního okruhu.
V roce 1917 po vstupu USA do první světové války asistoval při mobilizaci a výcviku vojáků a později při plánování bojových operací ve Francii. Po přidělení na velitelství amerických expedičních sil se stal klíčovým plánovačem amerických operací, včetně ofenzívy Meuse-Argonne.

## Před druhou světovou válkou
Po první světové válce se Marshall stal pobočníkem Johna J. Pershinga, který byl tehdy náčelníkem štábu armády. Marshall později sloužil v armádním štábu, byl výkonným důstojníkem v Číně a instruktorem na Army War College. V roce 1927 se stal zástupcem velitele pěchotní školy armády, kde modernizoval velitelské a štábní procesy, což se ukázalo jako velký přínos během druhé světové války. Do roku 1938 se pohyboval v různých štábních funkcích a pracoval i jako instruktor Národní gardy. V červenci 1938 byl Marshall přidělen k divizi válečných plánů a později se stal zástupcem náčelníka generálního štábu armády.

## Během druhé světové války
Po napadení Polska 1. září 1939 se stal Marshall náčelníkem generálního štábu pozemní armády. Jeho úkolem bylo vybudovat novou americkou armádu. Ta v té době měla zhruba 200 000 mužů, na konci války jich měla 8,5 milionů.

### Rok 1941
7. prosince 1941 zahájilo Japonsko válku proti USA napadením hlavní americké tichomořské základny Pearl Harboru. Ještě v prosinci přijel do USA z Velké Británie Winston Churchill. Na konferenci ARCADIA se mu podařilo dohodnout koncepci, že hlavním protivníkem spojenců bude nacistické Německo.
Ve Washingtonu nadále existovala dvě koncepční křídla. Oficiální koncepce se držel Roosevelt společně s Marshallem. Druhé křídlo, které zastupoval velitel amerického námořnictva admirál Ernest King, chtělo nejprve porazit Japonsko a bránilo rozmístění amerických lodí v Atlantiku a naopak podporovalo jejich rozmístění v Pacifiku. Marshall tak musel svádět s Kingem nekonečné boje, neboť bez námořní převahy nebylo možné přesunovat americká vojska do Evropy.

### Rok 1942

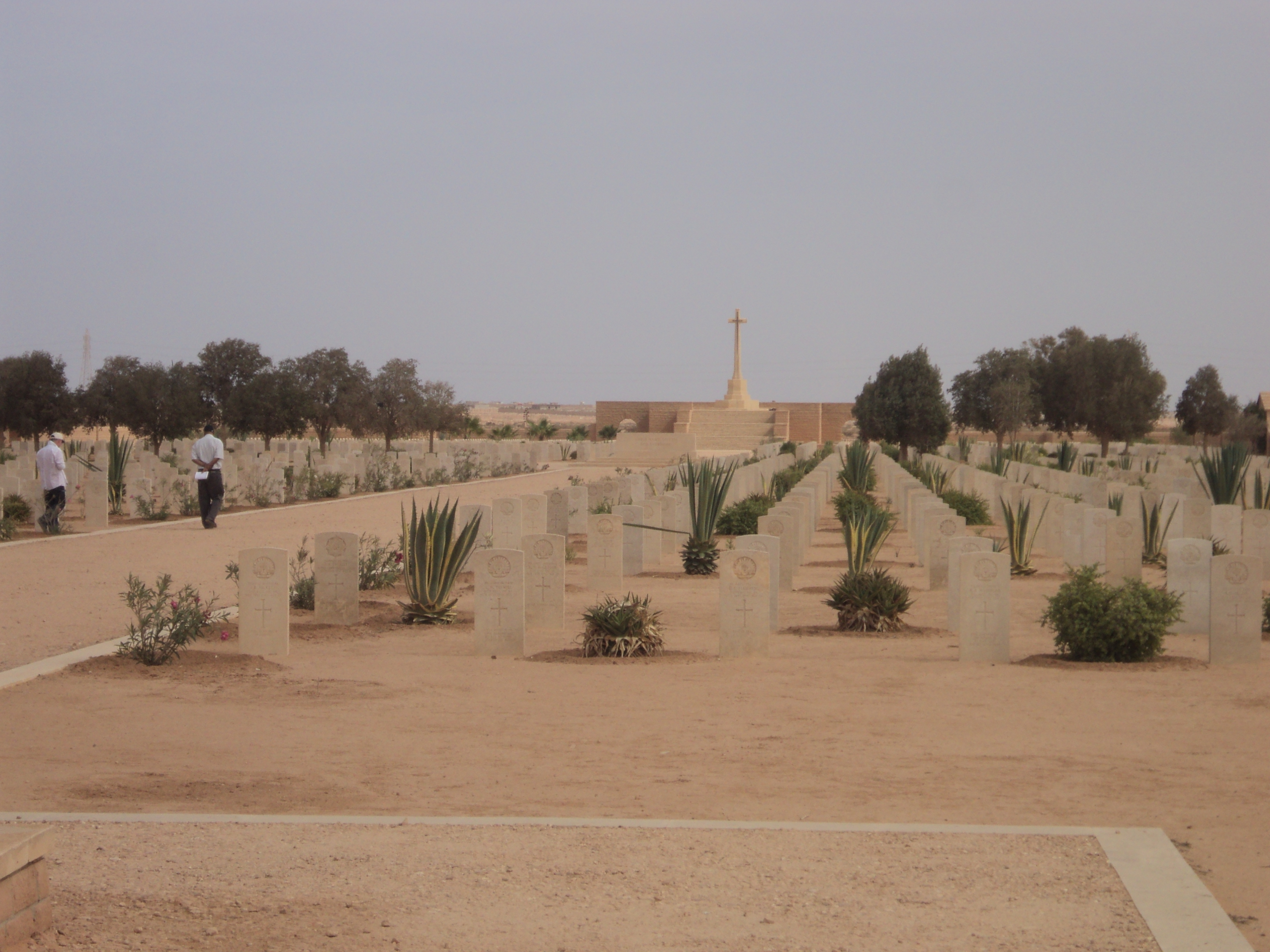
Na spojeneckém hřbitově v Tobruku leží 2282 vojáků

V polovině roku 1942 byla situace Velké Británie na jejím hlavním válčišti v severní Africe velmi nepříznivá. Pád Tobruku v červnu 1942 uspíšil rozhodnutí Spojených států zapojit se do války s nacistickým Německem ještě téhož roku. Jediným místem, kde bylo možné provést úspěšně invazi byla právě severní Afrika. Generál Marshall se rozhodl jmenovat do čela spojeneckých invazních vojsk generála Dwighta Eisenhowera. K úspěšnému vylodění došlo 8. listopadu 1942.

### Rok 1943
V lednu 1943 se setkali spojenci na konferenci v Casablance (SYMBOL). Mimo jiné zde bylo rozhodnuto o pokračování přesunu amerických vojsk a materiálu do Velké Británie (operace BOLERO). Co se týká dalšího postupu, bylo dohodnuto pouze obsazení Sicílie. Marshall prosazoval přímý úder proti Německu již v roce 1943, ale nepodařilo se mu jej prosadit.
Na další konferenci se spojenci setkali v květnu 1943 ve Washingtonu (TRIDENT). Britové věřili, že lze ukončit válku již v roce 1944, pokud by spojenci postupovali Středomořím. Duchovním otcem této myšlenky byl sám Winston Churchill. Ten si představoval nacisty ovládanou Evropu jako krokodýla. Prosazoval zaútočit na „měkký podbřišek“ (Středomoří), ne na "ostré zuby" (Francie). Marshall se stavěl vůči této koncepci velmi negativně. Zaznamenal však porážku, neboť výsledkem konference byl souhlas Spojených států s invazí do Itálie v září 1943. To ovšem znamenalo definitivní přeložení invaze ve Francii až na rok 1944.
Na další konferenci v srpnu 1943 v Quebecu (QUADRANT) žádal Marshall znovu diskusi na téma vylodění ve Francii. Chtěl již dohodnout předběžný termín. O tom se však mělo jednat až později, neboť byla nutná i Stalinova účast. Vše se chystalo na první schůzku Velké trojky. Ta se měla odehrát v listopadu 1943 v Teheránu. Při cestě na schůzku se ještě setkali F.D.Roosevelt a W.Churchill s Čankajškem na konferenci v Káhiře (SEXTANT).
V listopadu 1943 se uskutečnilo první setkání Velké trojky na konferenci v Teheránu (EUREKA). Stalin byl seznámen s americkými plány vylodění ve Francii. Churchill se zde naposled pokusil prosadit svou myšlenku útoku na „měkký podbřišek Evropy“. Narazil však na Rooseveltův i Stalinův nesouhlas. Roosevelt, Marshall a Stalin prosazoval otevření druhé fronty. Výsledkem jednání byla dohoda, že k otevření druhé fronty dojde nejpozději v létě 1944.

### Rok 1944

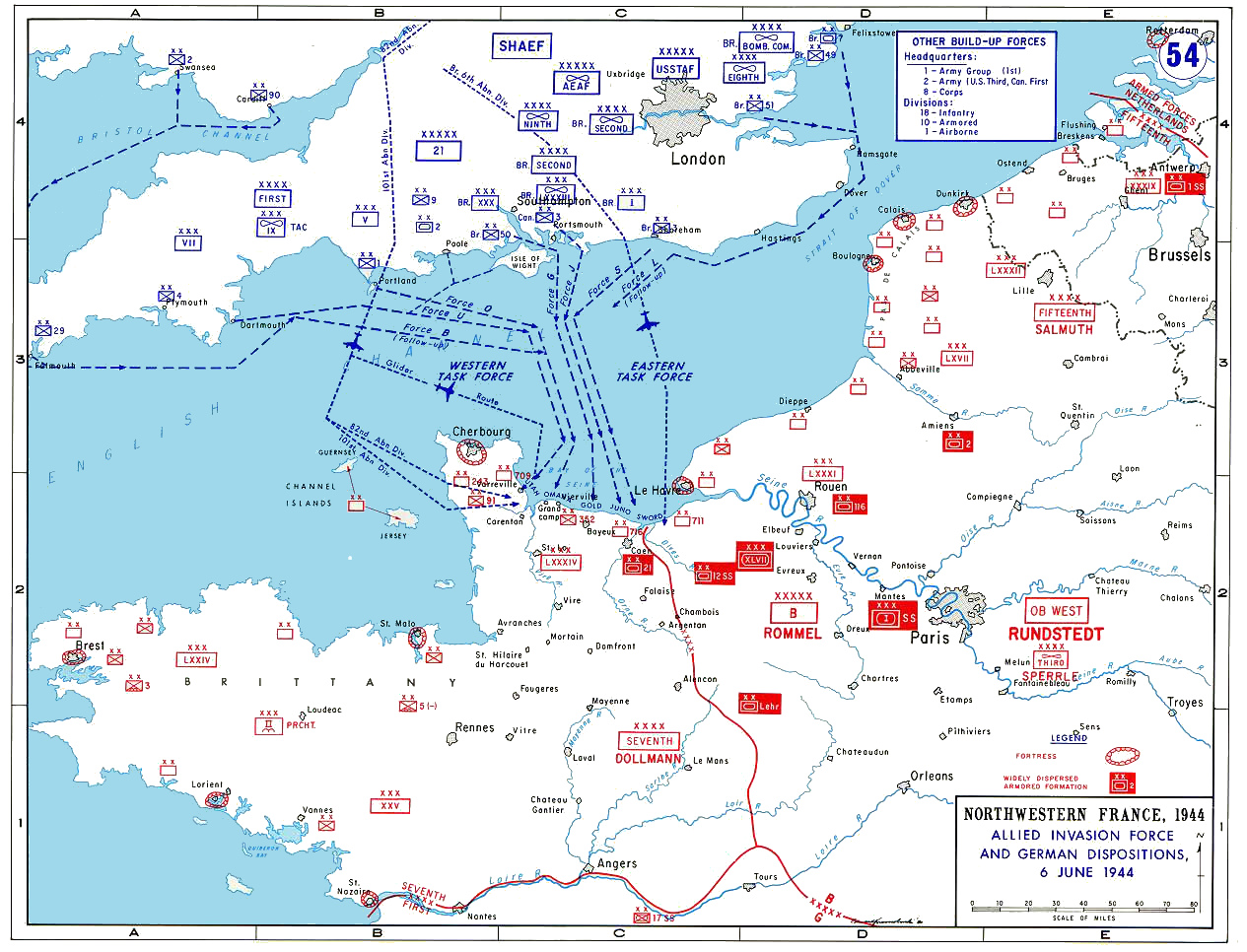
Plán vylodění spojenců v Normandii

Teheránská konference skončila, plány byly schváleny, ale nebylo jasné, kdo se stane vrchním velitelem pro invazi do Francie (operace OVERLORD). V Teheránu se o tom nediskutovalo, neboť panovalo přesvědčení, že v čele spojeneckých vojsk bude stát generál Marshall. To se však nelíbilo Rooseveltovi. Ten chtěl mít Marshalla neustále k dispozici ve Washingtonu. Navíc zde byla otázka, kdo by se ujal Marshallovy funkce náčelníka armádního štábu a jak by tento nový náčelník vycházel se šéfem amerického námořnictva admirálem Ernstem Josephem Kingem. Ten měl totiž sehrát velmi důležitou roli – zajistit dostatek plavidel k vylodění v Normandii.
Situace byla o to komplikovanější, že na červen 1944 chystali Američané v Tichomoří útok na Mariánské ostrovy. Zde se očekával velký námořní střet s japonským loďstvem a každá loď byla potřebná v Pacifiku. Marshall s Kingem dokázali už několikrát najít společnou řeč. Nyní to bylo životně důležité.
Marshallovi tak nebylo souzeno velet jednotkám, které prakticky v letech 1939–1941 budoval. Ve druhé světové válce měl sehrát roli diplomata a ne vojenského velitele. Vrchním velitelem spojeneckých sil se stal generál Dwight D. Eisenhower.  Den D přišel 6. června 1944, kdy se spojenecké armády vylodily v Normandii.

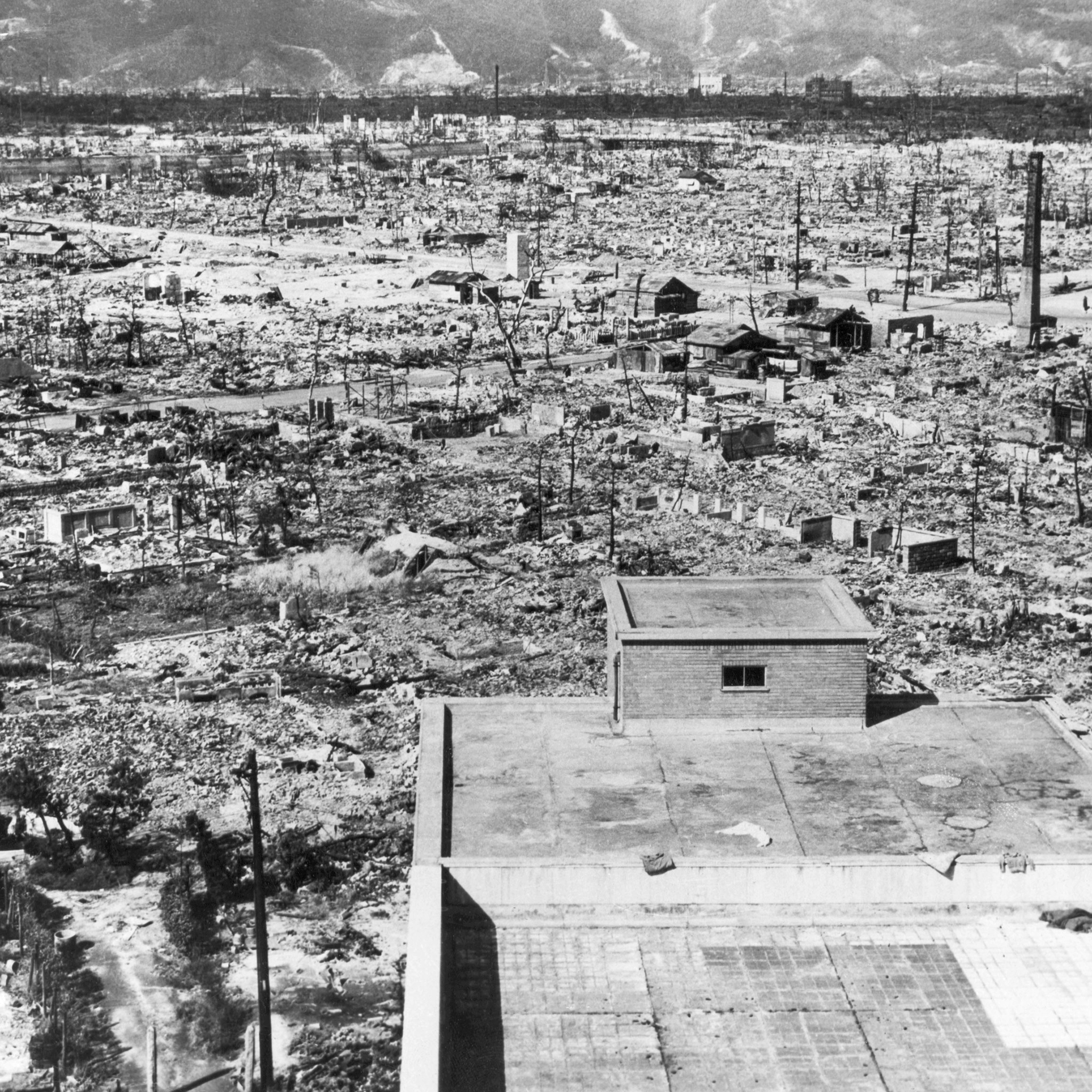
Hirošima po dopadu atomové bomby

### Rok 1945
7. května 1945 Válka v Evropě definitivně skončila. V Remeši podepsal náčelník operačního štábu OKW generálplukovník Alfred Jodl bezpodmínečnou kapitulaci wehrmachtu. Boje v Evropě skončily.
Válka mezi Japonskem a USA dále pokračovala. Konečnou kapitulaci japonského císaře přinesl až 6. a 9. srpen 1945, kdy byly svrženy atomové bomby na Hirošimu a Nagasaki. Použití atomových bomb sice stálo život stovky tisíc obyvatel zasažených měst, ale na druhé straně zachránilo životy mnoha lidí, které by si vyžádala americká invaze do Japonska.
2. září 1945 byla podepsána japonská kapitulace na palubě bitevní lodi Missouri v Tokijské zátoce. Šest let trvající druhá světová válka skončila. Spojenci z ní vyšli vítězně, z velké části díky tvůrci moderní americké armády generálu Marshallovi.

## Po druhé světové válce

### Působení v Číně

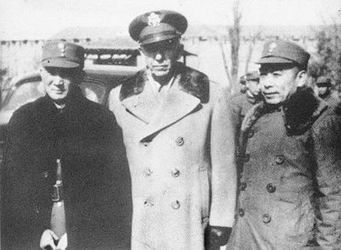
Zleva Zhang, Marshall a Zhou v Číně v roce 1946

26. listopadu 1945 odešel Marshall z funkce náčelníka armádního štábu a měl se stát novým americkým vyslancem v Číně. Částečně Čínu znal, neboť zde již v letech 1924-1927 působil u amerického 15. pěšího pluku. Přesto příliš čínským problémům nerozuměl, nechápal ani roli Moskvy a příliš důvěřoval čínským komunistům. Velmi na něj zapůsobil zejména Čou En-laj, pravá ruka komunistického vůdce Mao Ce-tunga.
Již od začátku jednání se ukazovaly rozpory v otázce dalšího vývoje Číny. Mao postupně získával moc do svých rukou. Nebylo v silách Marshalla situaci výrazněji změnit. Proto byl po roce svého působení odvolán. 8. ledna 1947 Čínu opustil. Ve svém závěrečném komuniké pak vyzval nacionalisty i komunisty k dalším jednáním, která by vedla k míru.

### Ministr zahraničí USA

Marshallův plán: Červené sloupce ukazují relativní míru obdržené pomoci

Po návratu z Číny se stal ministrem zahraničí USA. Po nástupu musel řešit celou řadu zahraničně politických a vojenských problémů. Jeho primárním úkolem byla obnova válkou zničené Evropy.
3. dubna 1948  byl kongresem přijat plán americké pomoci poválečné Evropě. V důsledku odmítnutí ze strany zemí východního bloku byl plán omezen jen na západní blok. Tento plán byl nazván po svém autorovi Marshallův plán. Marshall o něm poprvé mluvil 5. června 1947 ve svém projevu na Harvardu.
V letech 1948–1952 poskytly Spojené státy v rámci tohoto plánu západní Evropě pomoc ve výši přibližně 13 miliard dolarů. Marshallův plán přispěl k hospodářské rekonstrukci západní Evropy, obnovil průmysl, zemědělství a oživil mezinárodní obchod. USA si touto hospodářskou pomocí zabezpečily vliv a prestiž v Evropě, která se postupně rozdělila na bohatnoucí Západ a zaostávající Východ. Marshall byl později za svoji celoživotní práci oceněn Nobelovou cenou za mír.
2. ledna 1949 poslal Marshall prezidentu Harrymu S. Trumanovi svoji rezignaci na funkci ministra zahraničí. Jeho zdravotní stav nebyl dobrý, neboť se v prosinci 1948 podrobil závažné operaci, při které mu byla odstraněna ledvina.

### Ministr obrany USA

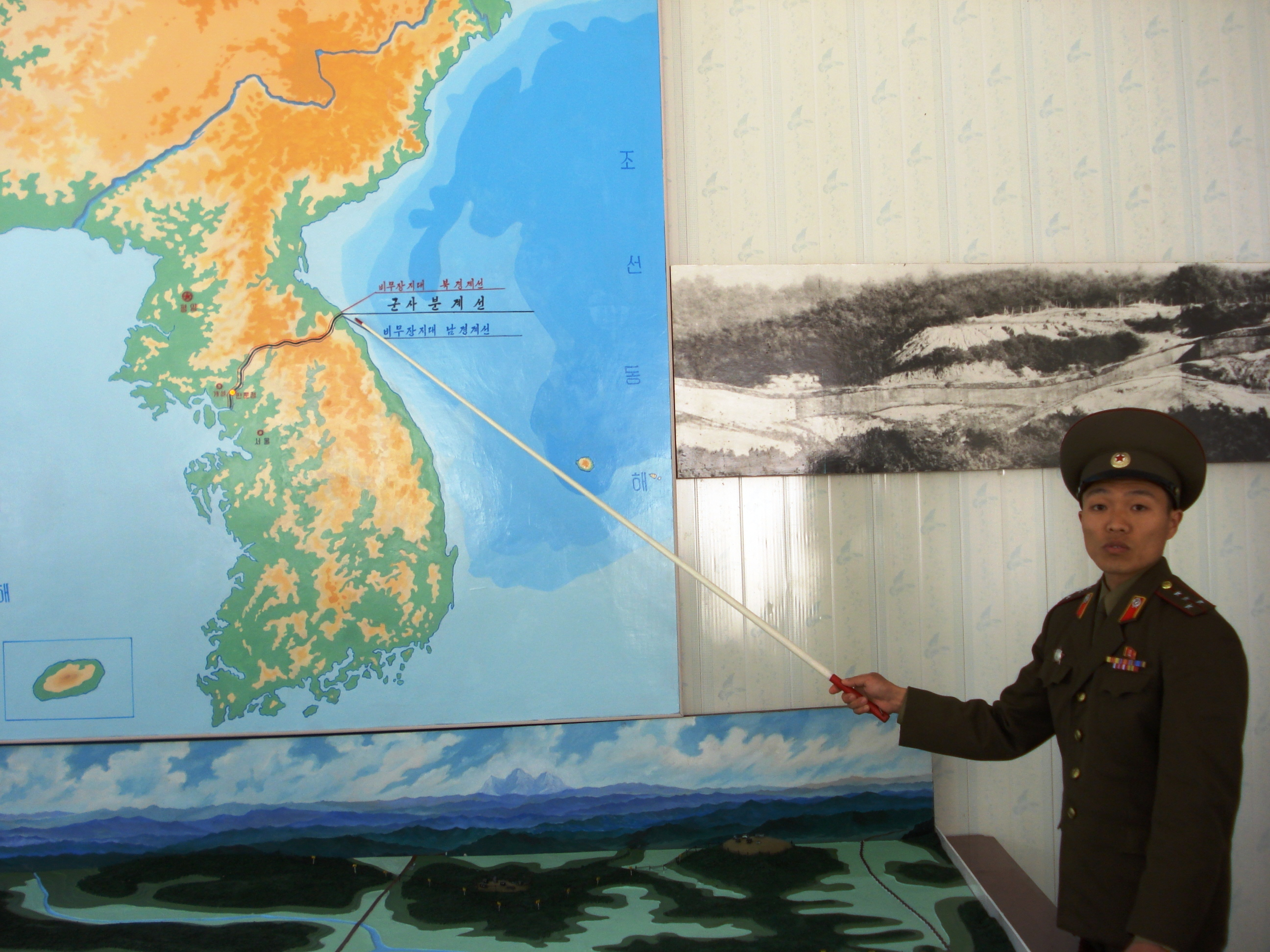
Demarkační linie mezi Severní a Jižní Koreou

Již v září 1949 se opět částečně veřejně angažoval, když se stal předsedou amerického Červeného kříže. Krátce před tím skončila doba amerického atomového monopolu, neboť Sovětský svaz poprvé vyzkoušel svou atomovou bombu.
V roce 1950 se navíc rozhořel konflikt ve východní Asii. 25. června 1950 napadla Severní Korea vyzbrojená moderní sovětskou technikou Jižní Koreu. Postup Severokorejců na jih byl rychlý a hrozilo nebezpečí vyhnání spojeneckých vojsk z Koreje.
Američané okamžitě aktivovali své jednotky v Japonsku a Marshall byl povolán do funkce ministra obrany. Do konfliktu však příliš zasahovat nemohl. Hlavní slovo měl velitel vojsk OSN generál Douglas MacArthur. Ten prosadil velmi riskantní plán vylodění jednotek v přístavu Inčchon, který by pomohl jednotkám bránícím jižní cíp Koreje kolem přístavu Pusan. Vylodění 15. září 1950 proběhlo úspěšně a postup jednotek se zastavil na 38. rovnoběžce.
V listopadu 1950 se do konfliktu zapojila Čína, která postupovala na jih a znovu obsadila hlavní město Soul. V prosinci 1950 se do čela americké armády postavil generál Matthew Ridgway a v březnu 1951 Soul osvobodil. Frontová linie se pak opět pohybovala na úrovni 38. rovnoběžky. V červenci 1951 byla zahájena mírová jednání a v září 1951 generál Marshall odešel ze své funkce.

### Konec života

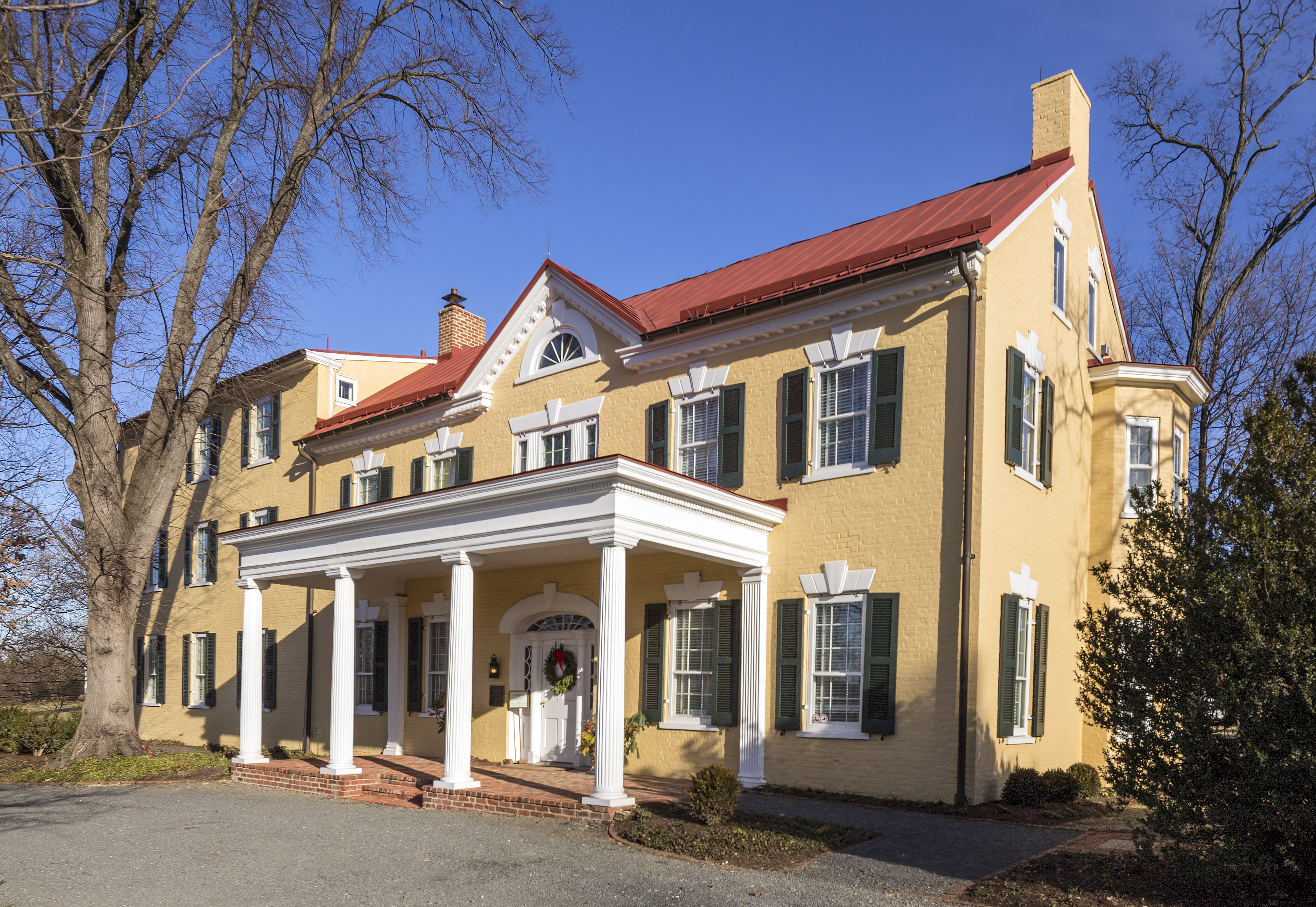
Marshall vlastnil Dodona Manor v Leesburgu ve Virginii, který se později stal známým jako Marshall House

Po odchodu z ministerstva obrany již Marshall do politického života nezasahoval. Výjimkou byla pouze občasná setkání s prezidentem Eisenhowerem. V roce 1953 ve svých 73 letech získal Nobelovu cenu míru. Stal se tak jediným generálem, který tuto cenu získal do konce studené války.
Jeho zdravotní stav se stále zhoršoval. Od roku 1957 již zůstával v nemocnici a dne 16. října 1959 ve Walter Reed Hospital zemřel. Pohřben je na Arlingtonském národním hřbitově.

## Ve filmu
Postava Marshalla byla ztvárněna v několika filmech, např.:
- Zachraňte vojína Ryana, film z roku 1998 (hercem Harvem Presnellem)
- Pearl Harbor, film z roku 2001 (hercem Scottem Wilsonem)